# Giovanni degli Agostini
Giovanni degli Agostini (Venise, 10 décembre 1701 - Venise, 9 août 1755) est un écrivain, bibliothécaire et franciscain italien. Son activité littéraire se résume essentiellement à la rédaction de nombreuses biographies critiques d'écrivains vénitiens du XVe siècle jusqu'au premières décennies du XVIIIe siècle, un travail qui l'occupa plusieurs années.

## Biographie
Giovanni degli Agostini naquit à Venise, le 10 décembre 1701, d’une famille honorable. Il fut confié dans sa jeunesse à d’habiles maîtres sous lesquels il fit de rapides progrès dans les lettres. À peine âgé de seize ans, il composa dans le langage vénitien un Pronostic joyeux pour l’année 1741, et le fit imprimer, format in-16, en gardant l’anonyme. Vers le même temps, il publia des stances sur la victoire remportée parle prince Eugène de Savoie à Belgrade. Il annonçait un penchant décidé pour la poésie ; mais les conseils d’un de ses oncles manternels le détournèrent de cette carrière. Cet oncle était religieux de l’Ordre des frères mineurs à Venise. Dans les fréquentes visites qu’il lui rendait, le jeune Agostini prit du goût pour la vie monastique. En prononçant ses vœux, il quitta le nom de Pietro Maria, qu’il portait dans le monde, pour prendre celui de Giovanni, sous lequel il est connu. Envoyé par ses supérieurs à Corfou pour y faire son noviciat, il vint ensuite étudier la philosophie à Naples et la théologie à Padoue. À son retour, il professa la scolastique dans divers couvents de son ordre, jusqu’en 1730, qu’il fut nommé bibliothécaire du couvent de San Francesco della Vigna à Venise. Il ne tarda pas à montrer combien il était digne de ce nouvel emploi. Par ses soins, la bibliothèqye s’enrichit d’un grand nombre de bons ouvrages, et il en dressa le catalogue avec beaucoup d’exactitude. Doué d’une vaste mémoire, et notant d’ailleurs tout ce qu’il trouvait de remarquable dans ses lectures, il acquit promptement des connaissances très-variées. Il fut recherché des savants : parmi ceux avec lesquels il contracta des liaisons intimes, on nommera Gasparo Gozzi, le P. Angelo Calogerà, Giammaria Mazzuchelli, le P. Anselmo Costadoni et Marco Foscarini, depuis doge de Venise. Tous trois aimaient et cultivaient l’histoire littéraire ; et à leur exemple, le P. Agostini tourna ses études de ce côté. Il avait d’abord formé le projet de publier l’histoire de l’ordre de l’observance, dans la province de St-Antoine ; mais les obstacles que lui opposa la mauvaise volonté de ses frères le forcèrent d’y renoncer. Il entreprit alors l’histoire littéraire de Venise ; il l’abandonna, sur l’avis qu’Antonio Sforza s’en occupait, et que Sforza pouvait compter sur la coopération du savant Apostolo Zeno. Ne voulant pas rester oisif, il préparait une édition corrigée et augmentée des Scriptores ordin. minorum du P. Luc de Wadding ; mais, sur ces entrefaites, Sforza mourut, et le P. Agostini revint à l’idée de donner à Venise une histoire digne de la célébrité de cette république. Cet ouvrage important, pour lequel il n’épargna ni soins ni recherches, l’occupa le reste de sa vie. Il mourut dans le couvent della Vigna, en 1735, à 53 ans, âge qui semblait lui promettre de pouvoir terminer le monument qu’il avait commencé à la gloire de sa patrie.

## Œuvres
Les Notizie istorico critiche intorno la vita e le opera degli scrittori venesiani, etc., forment 2 volumes in-4°. Le premier parut en 1752, et le second, en 1754. Ils renferment les vies de soixante-six auteurs qui ont fleuri de 1315 à 1591. Le troisième volume existe en manuscrit dans la bibliothèque des cordeliers della Vigna, ainsi que les nombreux matériaux que l’auteur avait rassemblés pour la continuation de cet ouvrage, qu’il se proposait de conduire jusqu’au 18e siècle. Les critiques italiens blâment le style trop négligé du P. Agostini ; mais tous s’accordent à louer sa candeur et l’exactitude de ses recherches. Il est inutile de mentionner ici quelques opuscules, depuis longtemps oubliés, du P. Agostini ; mais on en trouvera les titres dans la notice assez étendue que le P. Giannantonio Moschini lui a consacrée dans la Storia della letteratura veneziana del 18° secolo, t. 2, p. 183-87.

## Source
- « Giovanni degli Agostini », dans Louis-Gabriel Michaud, Biographie universelle ancienne et moderne : histoire par ordre alphabétique de la vie publique et privée de tous les hommes avec la collaboration de plus de 300 savants et littérateurs français ou étrangers, 2e édition, 1843-1865 [détail de l’édition]